# دومينيك موسر
دومينيك موسر هو لاعب كرة قدم سويسري في مركز الوسط، ولد في 9 يناير 1975. لعب مع نادي بازل.